# Американські піонери
Американські піонери (англ. American pioneers) — люди, що в різні періоди історії США переселялися на захід, освоюючи нові території.